# Gonodonta aeratilinea
Gonodonta aeratilinea là một loài bướm đêm trong họ Noctuidae.